# Nàng và Con mèo của Nàng
Nàng và Con mèo của Nàng (彼女と彼女の猫 Kanojo to Kanojo no Neko) với dòng phụ đề Their standing points, là một anime trắng đen, OVA độc lập dài 5 phút có kịch bản, đạo diễn và sản xuất bởi Shinkai Makoto. Phim là lời kể chuyện của con mèo về cô chủ của nó.

## Nội dung
Vào một ngày mưa mùa xuân, Nàng nhìn thấy một con mèo lạc bên ngoài liền đem về nuôi và đặt tên là Chobi. Chobi yêu thương cô chủ vì Nàng đẹp cả người lẫn nết. Vào mùa hè, Chobi có một cô bạn gái tên là Mimi. Mimi muốn cưới Chobi nhưng cậu từ chối. Vào một ngày mùa thu, Nàng có một cuộc điện thoại dài và sau khi cúp máy, Nàng khóc và suy sụp. Chobi không hiểu cô chủ đã nói chuyện gì nhưng cậu cho rằng, đó không phải lỗi của cô ấy. Cậu đứng bên cạnh và an ủi Nàng. Cuối cùng, Nàng tiếp tục công việc, cuộc sống của mình và bằng lòng với cuộc sống có Chobi của mình.

## Chủ đề
Giống như những phim khác của Shinkai Makoto, Nàng và Con mèo của Nàng mang chủ đề cô đơn, nỗi buồn và cảm xúc con người.

## Nhân vật
Chobi
lồng tiếng bởi Shinkai Makoto.
Chobi là một chú mèo đực đi lạc ngoài nhà của Nàng. Cậu được Nàng đem về nuôi, yêu thương và Cậu cũng hết mực yêu thương cô chủ.
Nàng
lồng tiếng bởi Shinohara Miko
Phim không đề cập tên thật của cô, chỉ gọi cô phiếm chỉ là Nàng (彼女 Kanojo). Nàng là cô chủ của Chobi, sống một mình trong một căn hộ và mỗi sáng đều đi xe lửa đi làm. Chobi miêu tả Nàng là người có tấm lòng như một người mẹ và sắc đẹp của một người tình.
Mimi
Mimi là một cô mèo nhà hàng xóm của Chobi. Mimi làm bạn gái Chobi vào mùa hè và muốn cưới Chobi nhưng cậu không chịu.

## Quá trình thực hiện
Toàn bộ bộ phim là tông màu đen trắng. Shinkai Makoto chụp hình nền thật và chỉnh sửa ảnh bằng đồ họa vi tính. Còn nhân vật Chobi và Nàng đều được vẽ tay, tạo nên sự tương phản với phông nền chi tiết.
Quá trình làm phim mất khoảng 5 tháng và được thực hiện tất cả bởi Shinkai Makoto, ngoại trừ phần âm nhạc bởi Tenmon.

## Giải thưởng
- Human Grand Prix hạng mục SKIP Creative Human award – 2000
- Grand Prix tại DoGA CG-animation contest lần thứ 12

## Xuất hiện trong những phim khác
Chobi xuất hiện thoáng qua trong phim Kumo no Mukō, Yakusoku no Basho và là nhân vật chính trong phim ngắn Neko no Shūkai của Shinkai Makoto.
Akari trong anime khác của Shinkai Makoto, 5 Centimet trên giây, vuốt ve một chú mèo tên Chobi và nhắc đến một con mèo khác tên Mimi.
Trong Hoshi wo Ou Kodomo, nhân vật nữ chính Asuna có nuôi một con mèo tên Mimi.